# Sollevamento pesi ai Giochi della IX Olimpiade
Le competizioni di sollevamento pesi dei Giochi della IX Olimpiade si sono svolte i giorni 28 e 29 luglio 1928 al Krachtsportgebouw di Amsterdam. 
Il programma ha visto la disputa di 5 categorie.

## Podi
| Evento                          | Oro                   | Perform. | Argento          | Perform. | Bronzo          | Perform. |
| Pesi piuma (dettagli)           | Franz Andrysek        | 287,5    | Pierino Gabetti  | 282,5    | Hans Wölpert    | 282,5    |
| Pesi leggeri (dettagli)         | Kurt Helbig Hans Haas | 322,5    | -                | -        | Fernand Arnout  | 302,5    |
| Pesi medi (dettagli)            | Roger François        | 335,0    | Carlo Galimberti | 332,5    | Guus Scheffer   | 327,5    |
| Pesi massimi-leggeri (dettagli) | El Sayed Nosseir      | 355,0    | Louis Hostin     | 352,5    | Jan Verheijen   | 337,5    |
| Pesi massimi (dettagli)         | Josef Straßberger     | 372,5    | Arnold Luhaäär   | 360,0    | Jaroslav Skobla | 357,5    |

## Medagliere
| Posizione | Paese          |   |   |   | Totale |
| --------- | -------------- | - | - | - | ------ |
| 1         | Germania       | 2 | 0 | 1 | 3      |
| 2         | Austria        | 2 | 0 | 0 | 2      |
| 3         | Francia        | 1 | 1 | 1 | 3      |
| 4         | Egitto         | 1 | 0 | 0 | 1      |
| 5         | Italia         | 0 | 2 | 0 | 2      |
| 6         | Estonia        | 0 | 1 | 0 | 1      |
| 7         | Paesi Bassi    | 0 | 0 | 2 | 2      |
| 8         | Cecoslovacchia | 0 | 0 | 1 | 1      |
| Totale    | Totale         | 6 | 4 | 5 | 15     |